# Briouate
 (mars 2025).
Motif : même motif de suppression de la page Bourek algérien à mentionner dans Börek?
- Archive Wikiwix
- Bing
- Cairn
- DuckDuckGo
- E. Universalis
- Gallica
- Google
- G. Books
- G. News
- G. Scholar
- Persée
- Qwant
- (zh) Baidu
- (ru) Yandex
- (wd) trouver des œuvres sur Wikidata

| 1. | Préciser le motif de la pose du bandeau. | Précisez le motif de la pose du bandeau en utilisant la syntaxe suivante : {{admissibilité à vérifier\|date=mai 2025\|motif=remplacez ce texte par le motif}}                 |
| 2. | Informer les utilisateurs concernés.     | Pensez à avertir le créateur de l'article, par exemple, en insérant le code ci-dessous sur sa page de discussion : {{subst:avertissement admissibilité à vérifier\|Briouate}} |

Le briouate ou briwate (en arabe : بريوات briwat) est un chausson feuilleté, généralement de forme triangulaire, d'origine ottomane. L'appelation de briouate est restreinte au Maroc,,,,, et issue du mot brioute turc. Il peut être sucré ou salé.
Le triangle aux amandes est la variété sucrée ; il est préparé à base d'amandes grillées, sucre, eau de fleur d'oranger et cannelle, le tout enveloppé dans une feuille de brik (warqa au Maroc), en forme de triangle et enrobé de miel.

## Origine
Briwat signifie « enveloppe » en arabe littéraire.
Le briouate est la variété marocaine de la préparation qu'on trouve dans tout l'Empire ottoman sous différents noms : sambusak ou brioute en Turquie, bourek dans les Balkans, au Liban et en Algérie, brick en Tunisie. C'est à l'origine la pita du Moyen-Orient  qui, elle, est confectionnée avec des feuilles de pâte phyllo.

## Place dans le service
Il est en général préparé à l'occasion de fêtes familiales ou formelles, en particulier pendant le mois du ramadan ou l'aïd.

## Variantes
La variété salée est plus diversifiée, les plus communs restent les briouates à la viande hachée et les briouates au poulet, dont la farce dépend des goûts et des familles.
Il existe une variante du croissant aux amandes, originaire de la ville de Rabat qui s'appelle le marchouqa. Elle se caractérise par l'utilisation des amandes frites avant d'être pliées dans la feuille de brick, qui est saupoudrée de graines de sésame.
Le briwate peut être également salé. Fourré généralement avec une farce à base de viande hachée, de poulet, de poisson ou encore végétarien.

## Préparation
La préparation du briouate aux amandes nécessite les ingrédients suivants : amandes, sucre, eau de fleur d'oranger, miel, cannelle, feuilles de brik (appelées dyouls au Maroc) et huile de friture.
Après avoir été préalablement grillées et mixées, les amandes sont mélangées au sucre, à l'eau de fleur d'oranger et à la cannelle. Les proportions n'étant pas bien définies, chacun est libre de les ajuster selon ses goûts. Le mélange formant une farce homogène est alors disposé sur une demi-feuille de brick, qui est pliée en forme de triangle. Ensuite, les gâteaux sont frits dans un bain d'huile jusqu'à obtenir une coloration dorée. Après avoir été soigneusement égouttés, ils sont nappés de miel.
Ils peuvent être dégustés juste après cuisson mais sont généralement consommés froids, accompagnés d'un thé à la menthe.